# Дзальо, Франко
Франко Дзальо (итал. Franco Zaglio; род. 2 марта 1936, Кремона, Италия) — итальянский футболист, полузащитник.

## Клубная карьера
Воспитывался в футбольной школы местного «Кремонезе». Взрослую футбольную карьеру начал в 1953 году в основной команде того же клуба, в которой провёл три сезона, приняв участие в 45 матчах чемпионата.
С 1956 по 1958 год играл в составе команд «Лацио» и СПАЛ.
Своей игрой за последнюю команду привлёк внимание представителей тренерского штаба клуба «Рома», в состав которого присоединился в 1958 году.
В 1960 году заключил контракт с «Интернационале», в составе которого провёл следующие четыре года своей карьеры игрока. В сезоне 1962—1963 завоевал титул чемпиона Италии, после чего по результатам розыгрыша 1963—1964 стал обладателем Кубка чемпионов УЕФА.
В 1964—1965 годах защищал цвета клуба «Мантова», а завершал игровую карьеру в «Дженоа», за которую выступал в течение 1965—1966 годов.

## Карьера в сборной
В 1959 году провёл две игры в составе сборной Италии.